# Lero (città)
Lero (in greco Λέρος?, Leros) è un comune della Grecia nella periferia dell'Egeo Meridionale (unità periferica di Calimno) con 16 441 abitanti al censimento 2001.
Il territorio comunale comprende l'isola omonima più le isole Farmaco (74 abitanti), Levita (8 abitanti) e Chinaro (2 abitanti), oltre a numerosi isolotti disabitati.

## Località
Nel comune di Lero le località principali sono:
- Santa Marina (2 672 abitanti), centro amministrativo
- Portolago (1 990 abitanti)
- Xerocampo (908 abitanti)
- Kamára (573 abitanti)
- Álinda (542 abitanti)